# Mapa topológico

Mapa del metro de Nueva York.

En cartografía y geología, un mapa topológico es un tipo de diagrama que ha sido simplificado para que solo la información vital se mantenga y se eliminen los detalles innecesarios. Estos mapas no tienen escala, por lo que la distancia y dirección son sujetos a cambio y variación, pero la relación topológica entre puntos se mantiene. Un ejemplo de esto son los mapa de metro para el metro de Londres y el metro de Nueva York.